# یوبنا
{{Infobox settlement
|name=Ubbena
|coordinates_region=NL
|subdivision_type=کشور
|subdivision_name=هلند
|subdivision_type1=استان
|subdivision_name1=Drenthe
|subdivision_type2=شهرستان
|subdivision_name2=Assen
|population=
|area_km2=
|population_as_of=
|postal_code=
|dialling_code=
|image_shield=
| مختصات = ۵۳°۲′۴۰″ شمالی ۶°۳۴′۲۶″ شرقی / ۵۳٫۰۴۴۴۴°شمالی ۶٫۵۷۳۸۹°شرقی
یوبنا (به هلندی: Ubbena) یک منطقهٔ مسکونی در هلند است که در آسن واقع شده‌است.